# Desert Aire
Desert Aire  est une census-designated place américaine de l'État de Washington dans le comté de Grant. 
La population était de 1 626 habitants en 2010.